# Дуб Крістера
Дуб Крістера (Віковий дуб Крістера) — віковий дуб у Києві, що розташований у місцевості Крістерова гірка на вулиці Байди-Вишневецького у дворі між будинками 1 і 3. Має статус ботанічної пам'ятки природи місцевого значення під назвою «Віковий дуб Крістера». Є другим за віком дубом у Києві — після дуба Ґрюневальда. Вік дерева — 700 років, обхват стовбура 6,20 м, висота 25 м. Вид — дуб звичайний.
Названий на честь відомого київського садівника Вільгельма Крістера, садиба якого знаходилася поруч. За легендою, під цим дубом любив відпочивати Тарас Шевченко, який бував в гостях у Крістера.

## Історія
У 1990-х роках впритул до дерева розташовувалося сміттєзвалище, вогнем від горівшого сміття було обпалено частину стовбура, але дерево вижило.
14 жовтня 1997 року дуб отримав статус ботанічної пам'ятки природи місцевого значення під назвою «Віковий дуб Крістера».
У 2006 році було проведено лікування дуба фахівцями Київського еколого-культурного центру.
5 квітня 2008 року було проведено акцію «Не дай дуба!», під час якої учасники повісили природоохоронну табличку на дуб та встановили навколо нього тимчасову огорожу.
У липні 2010 року у парку «Крістерова гірка» було проведено акцію, метою якої було створення найбільшої картини в Україні — розміром 5 на 10 метрів. На картині діти та інші охочі малювали дуб Крістера.
Вранці 15 серпня 2019 року велика частина дуба з сильним тріском зламалася і впала, але невдовзі дуб було заліковано. Зокрема було проведено санітарну чистку крони від сухих і ушкоджених гілок (до 15%).

## Галерея

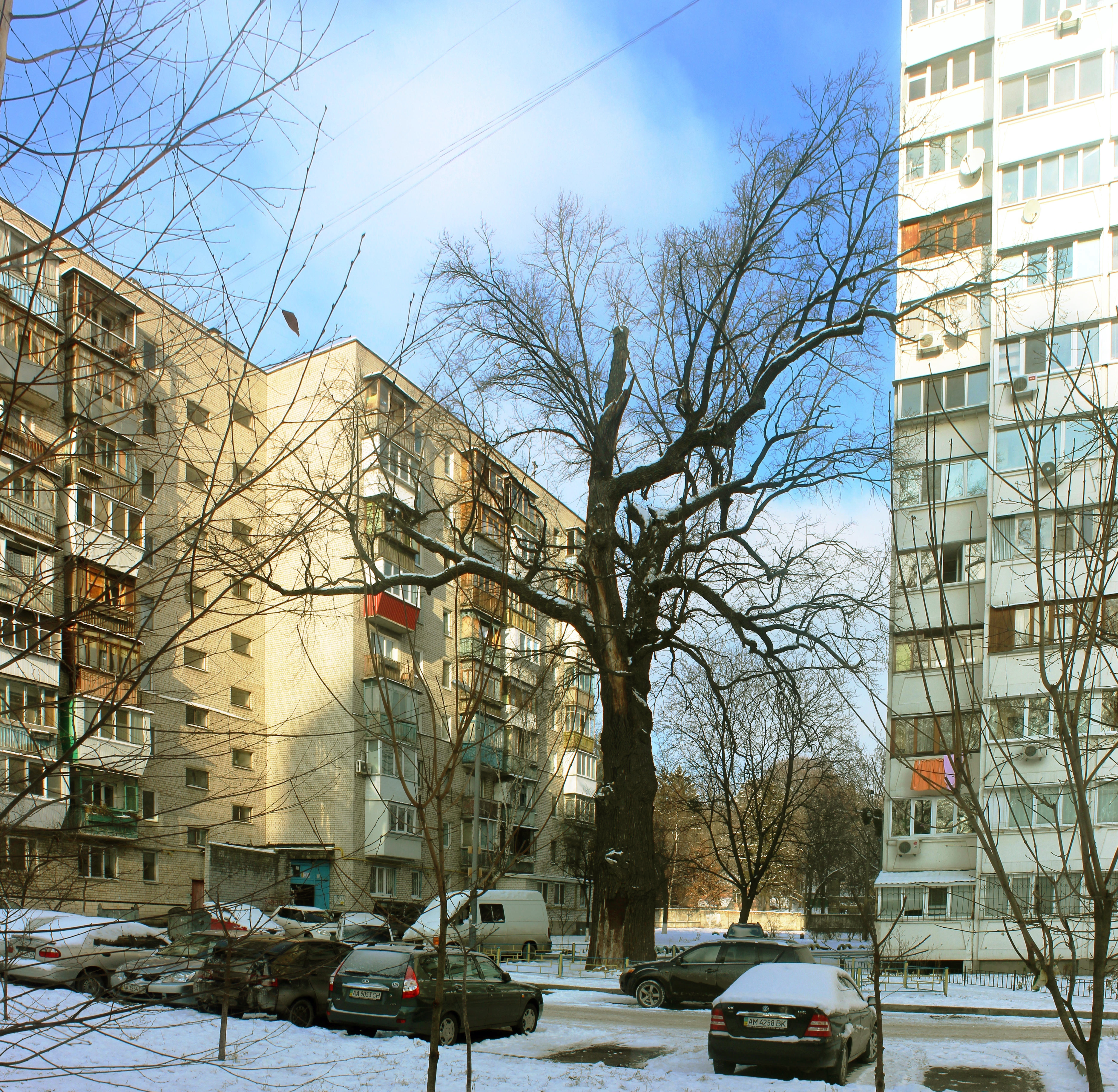
Вигляд взимку
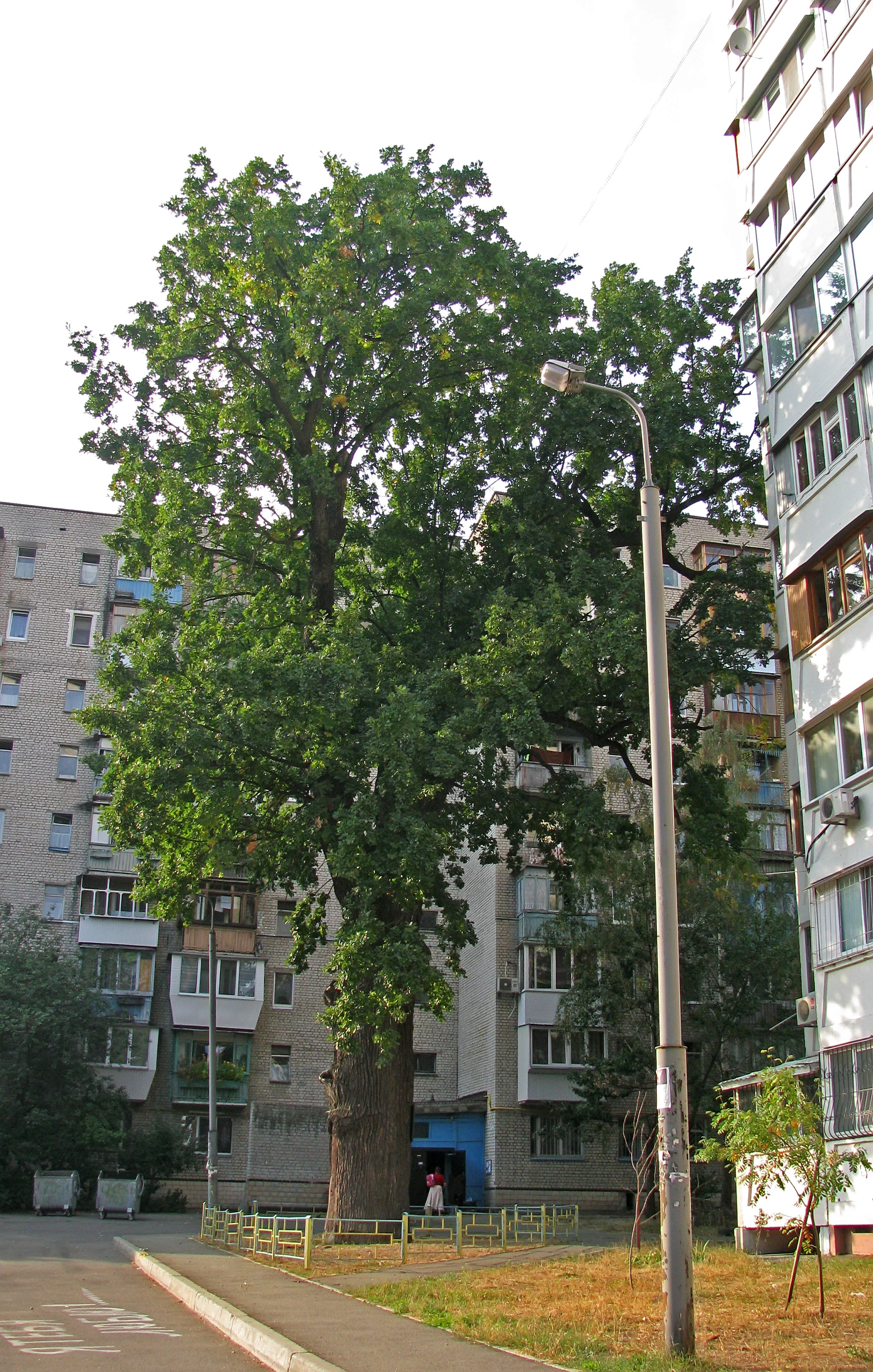
Вигляд влітку
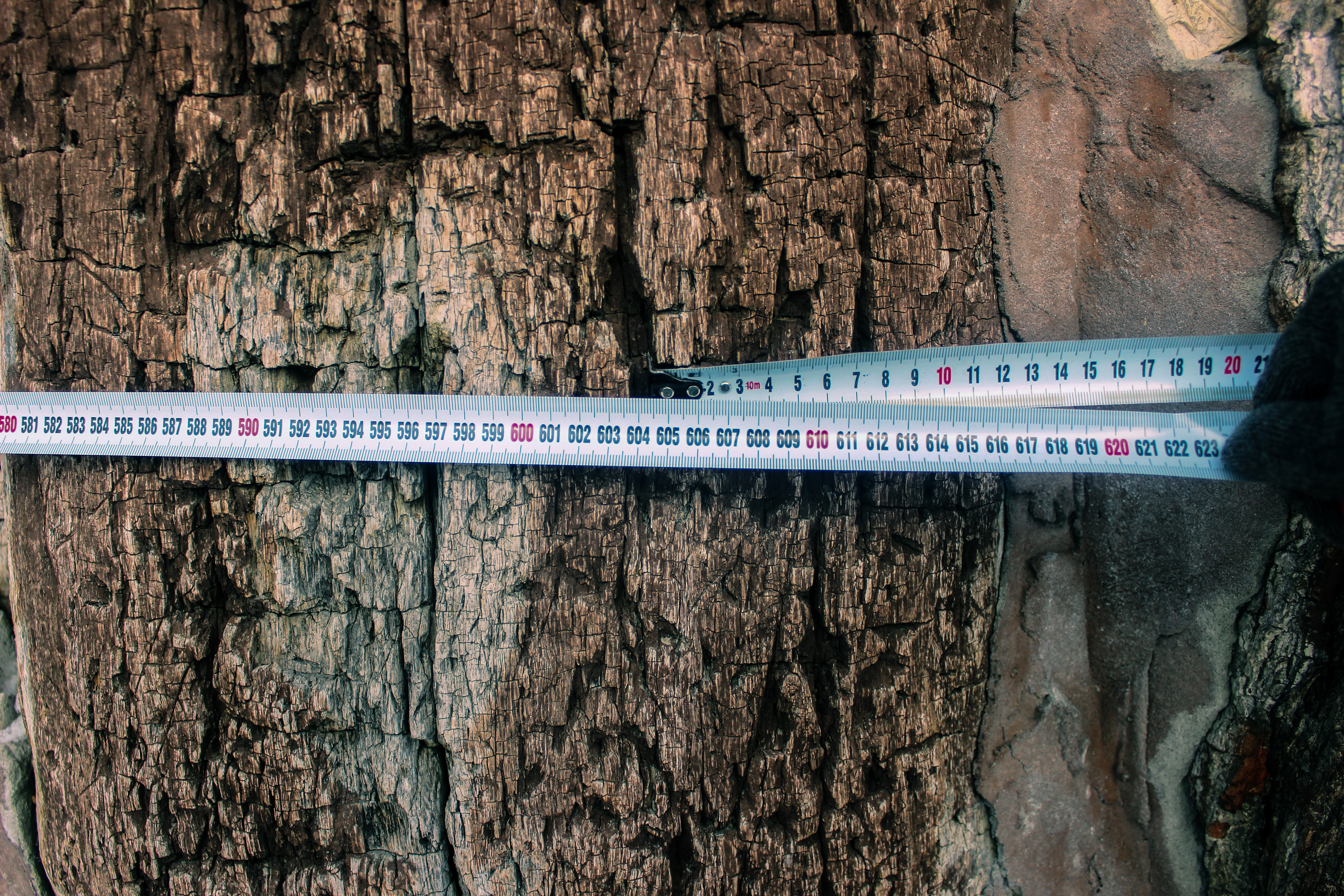
Обхват
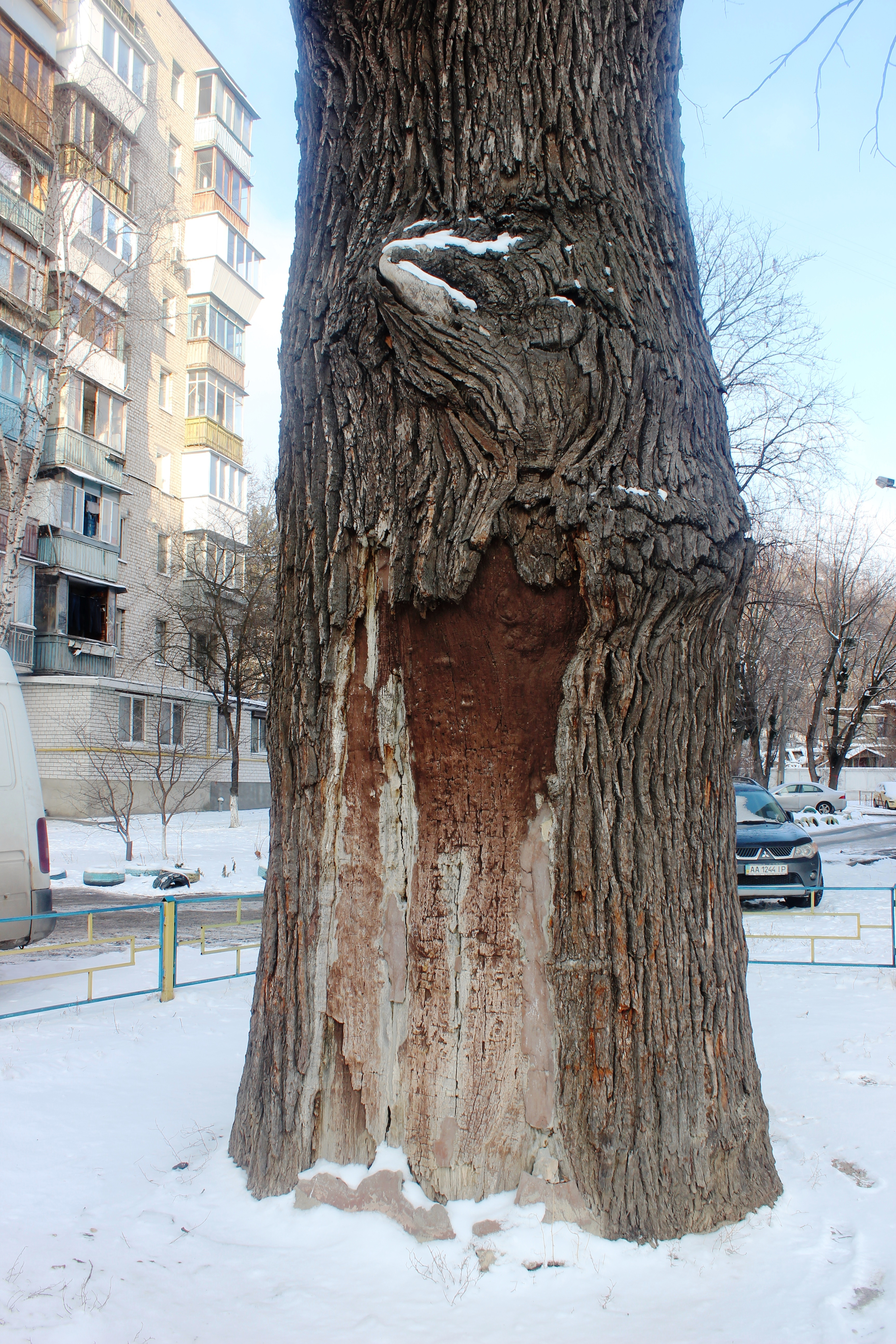
Пошкодження стовбура
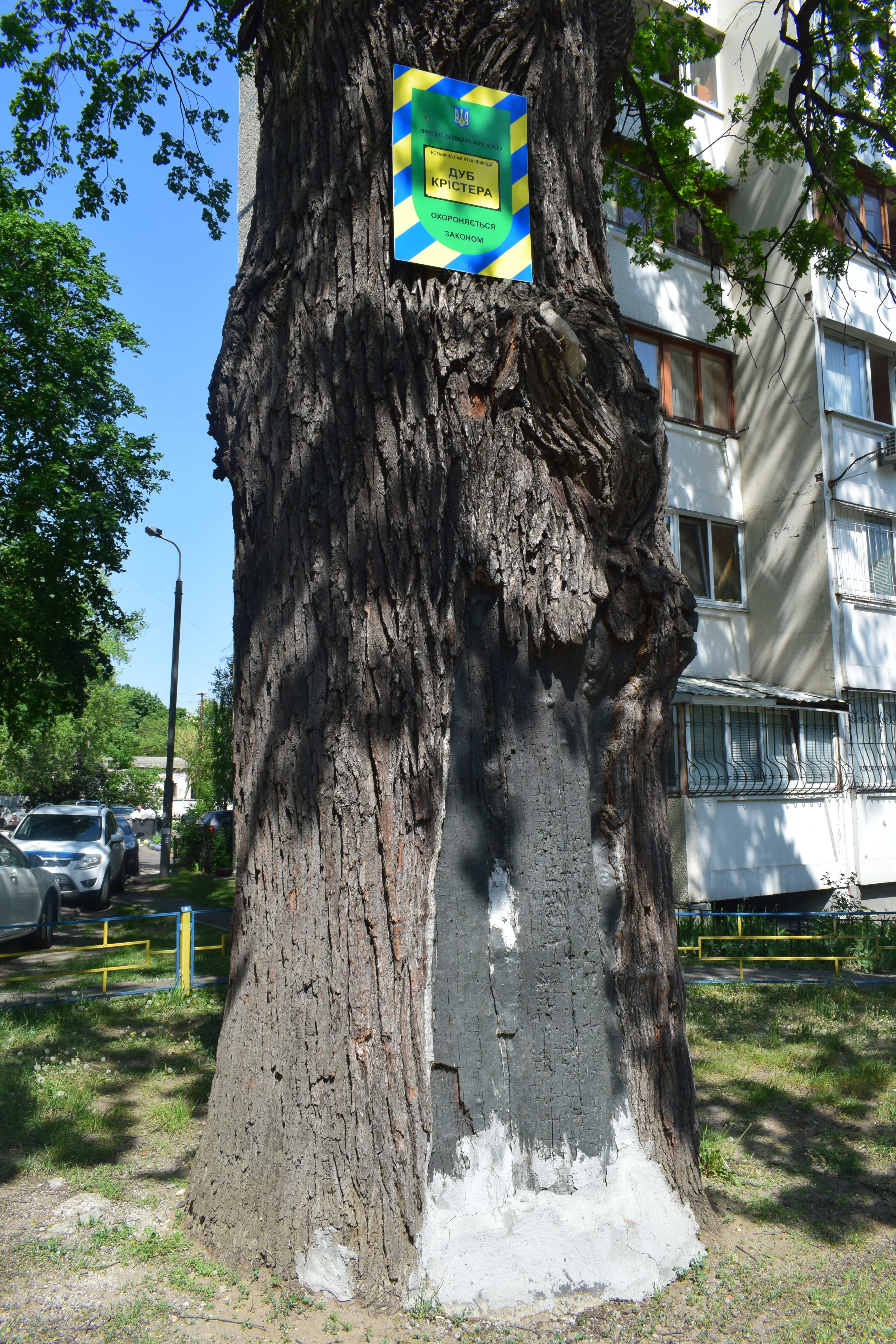
Залікований стовбур та нова табличка

## Ресурси Інтернету
- Фотогалерея видатних вікових дерев міста Києва  [Архівовано 12 березня 2012 у WebCite]

## Виноски
1. 1 2  Ботанічна пам’ятка природи місцевого значення «Віковий дуб Крістера» | Природно-заповідний фонд міста Києва (укр.). Архів оригіналу за 16 вересня 2021. Процитовано 19 вересня 2021.
2. 1 2 3  50 видатних дерев Києва. 50 distinguished Kyiv trees. [Архівовано 19 вересня 2021 у Wayback Machine.] S. Shnayder, V. Boreyko. — Киев: Киевский эколого культурный центр, 2014, ил. — 192 с. — (Охрана дикой природы)
3. 1 2 3 4  Шнайдер С. Л., Борейко В. Е., Стеценко Н. Ф. 500 выдающихся деревьев Украины. [Архівовано 5 березня 2016 у Wayback Machine.] — К.: КЭКЦ, 2011. — 203 с.
4. ↑  Садівництво Вільгельма Крістера в Києві – важливий осередок інтродукції рослин / В. І. Мельник, О. Л. Рубцова // Інтродукція рослин. - 2010. - № 1. - С. 111-117
5. 1 2  НЕ ДАЙ ДУБА! (укр.), архів оригіналу за 19 вересня 2021, процитовано 19 вересня 2021
6. ↑  Регіональна доповідь про стан навколишнього природного середовища в м. Києві у 2016 році. — Київ : Управління екології та природних ресурсів Департаменту міського благоустрою та збереження природного середовища КМДА, 2017. — С. 38, 39. Архівовано з джерела 15 вересня 2021
7. ↑  Лечение самого старого в Киеве 700 летнего дуба Кристера на улице Осиповского | Киевский эколого-культурный центр (англ.). 21.09.2007. Архів оригіналу за 19 вересня 2021. Процитовано 19 вересня 2021.
8. ↑  Акция ”Не дай дуб!” - Фотобанк УНИАН. photo.unian.net (рос.). 05.04.2008. Архів оригіналу за 19 вересня 2021. Процитовано 19 вересня 2021.
9. ↑  Найстаріший 700-річний мешканець Києва поки не дасть дуба!. Природа України (укр.). 08.04.2008. Архів оригіналу за 19 вересня 2021. Процитовано 19 вересня 2021.
10. ↑  Некрасова, Олександра (22 липня 2010). Кияни малюють найбільшу картину (відео). Tochka.net (укр.). Архів оригіналу за 19 вересня 2021. Процитовано 19 вересня 2021.
11. ↑  sunplace (25 липня 2010). Картина- рекордсменка України в парку Крістера. Галина Приходько. Архів оригіналу за 19 вересня 2021. Процитовано 19 вересня 2021.
12. ↑  Гірка Крістера : Цікава історія про парк від Earth Day Ukraine Марина Бай. www.facebook.com. 26 жовтня 2020. Процитовано 19 вересня 2021.
13. ↑  КП УЗН Подільського району (27 серпня 2019). Фотозвіт з лікування дубу. Facebook. Процитовано 19 вересня 2021.
14. ↑  Почти, как новенький: в Киеве подлечили 700-летний дуб. kiev.vgorode.ua (рос.). Архів оригіналу за 19 вересня 2021. Процитовано 19 вересня 2021.